# مشهور (ترانه چارلی ایکس‌سی‌ایکس)
«مشهور» (به انگلیسی: Famous) ترانه‌ای از خواننده انگلیسی چارلی ایکس‌سی‌ایکس می‌باشد که به‌عنوان چهارمین و آخرین تک‌آهنگ از دومین آلبوم استودیویی وی، مکنده (۲۰۱۴) منتشر شده است. موزیک ویدئو برای این تک‌آهنگ در ۲۳ مارس ۲۰۱۵ منتشر گردید.

## استفاده در رسانه‌ها
- در سال ۲۰۱۵ «مشهور» در بازی‌ای در سبک ریتم با عنوان گیتار هیرو لایو ارائه شد.
- همچنین در فیلم آلمانی کمدی «گائیدمت گوته ۲»، که در سپتامبر ۲۰۱۵ در تئاترهای فیلم آلمان منتشر شده بود، نیز استفاده شد.
- این ترانه در مجموعهٔ تلویزیونی، فلش هم شنیده شده بوده است.